# Jacques Davignon

Davignon (a destra) con gli ambasciatori belgi (1938)

Jacques Davignon (Ixelles, 15 febbraio 1896 – Woluwe-Saint-Pierre, 10 ottobre 1965) è stato un diplomatico belga.

## Biografia
Fu prima ambasciatore belga in Ungheria ed in Polonia e successivamente in Germania dal 1936 al 10 maggio 1940, quando gli fu consegnata dal ministro degli Esteri tedesco Joachim von Ribbentrop la dichiarazione di guerra. Per una strana coincidenza anche il padre Julien Davignon, al tempo ministro degli Esteri belga, ricevette la dichiarazione di guerra tedesca il 2 agosto 1914.
Anche il figlio Étienne si è dato alla diplomazia ed alla politica.

### Opere
Davignon è autore di un libro di memorie: Berlino 1936-1940, pubblicato nel 1951.